# 경관

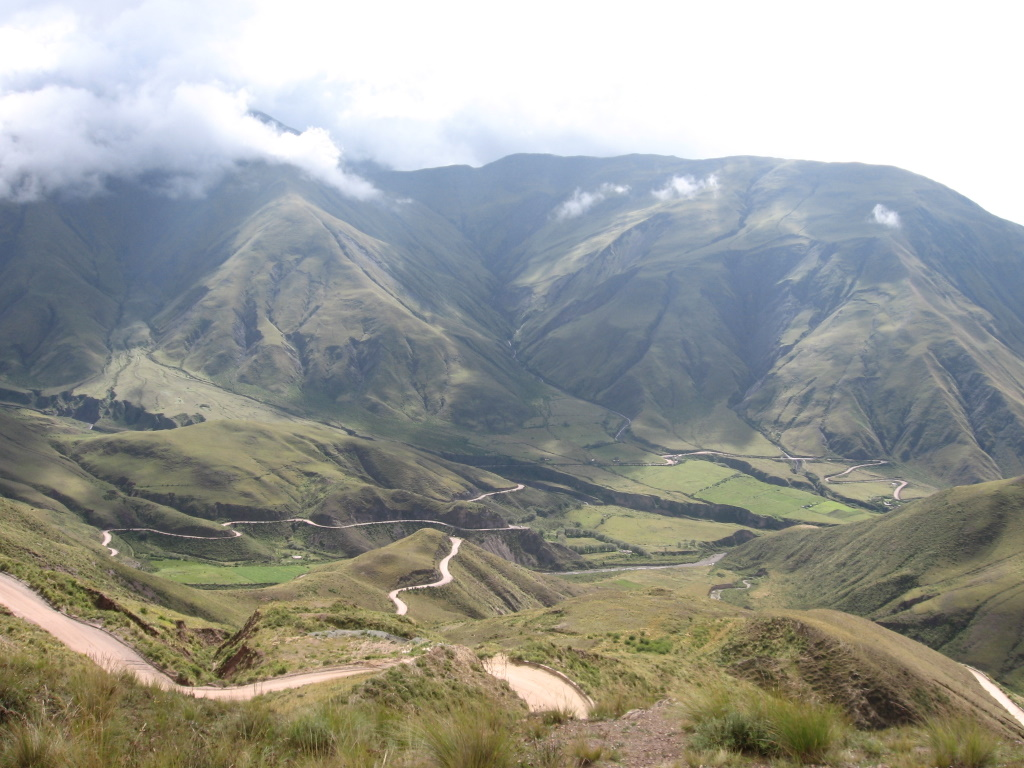
경관

경관(景觀)은 일정 지역 고유의 외관을 말하며, 숲·가옥·농지·도로·하천·수로 등 개개의 요소별로가 아니고 이것들이 결합되어 일체성이 있는 외관을 의미한다.
풍경과 비슷한 의미이다.

## 같이 보기
- 대지 (지형)